# Єльтай (Тюлькубаський район)
Єльта́й (каз. Елтай) — село у складі Тюлькубаського району Туркестанської області Казахстану. Входить до складу Кемербастауського сільського округу.
Населення — 693 особи (2021; 657 у 2009, 663 у 1999, 627 у 1989).